# Alex Baudin
Alex Baudin (Albertville, 25 de mayo de 2001) es un ciclista profesional francés que compite con el equipo EF Education-EasyPost.

## Biografía
Nació en Albertville, Saboya. Empezó a andar en bicicleta a los cuatro años gracias a su padre, también practicante, que le regaló su primera bicicleta. Este último lo inscribió a la misma edad en el Guidon d'Or La Léchère, un pequeño club local en Notre-Dame-de-Briançon en el valle de Tarentaise. Sin embargo, solo debutó en competición en la categoría cadete, tras años de práctica recreativa. Obtuvo sus primeras victorias en pequeñas carreras departamentales.
En 2023 se unió al equipo francés AG2R Citroën Team de categoría UCI World Tour.

## Palmarés
2022
- 1 etapa de la Istrian Spring Trophy
- 1 etapa del Tour de Bretaña
- 1 etapa del Giro del Valle de Aosta

2024
- Tour de Limousin, más 1 etapa

## Resultados en Grandes Vueltas
| Carrera | Carrera         | 2022 | 2023 | 2024 | 2025 |
| ------- | --------------- | ---- | ---- | ---- | ---- |
|         | Giro de Italia  | —    | 73.º | 21.º | —    |
|         | Tour de Francia | —    | —    | —    | 46.º |
|         | Vuelta a España | —    | —    | —    | —    |

—: no participa

Ab.: abandono

## Equipos
- Tudor Pro Cycling Team (2022)
- AG2R (2023-2024)
  - AG2R Citroën Team (2023)
  - Decathlon AG2R La Mondiale Team (2024)
- EF Education-EasyPost (2025-)